# Herk-de-Stad
Herk-de-Stad är en kommun i Belgien.   Den ligger i provinsen Limburg och regionen Flandern, i den centrala delen av landet, 60 km öster om huvudstaden Bryssel. Antalet invånare är 12 257. Herk-de-Stad gränsar till Hasselt, Lummen, Halen och Nieuwerkerken. 
Omgivningarna runt Herk-de-Stad är en mosaik av jordbruksmark och naturlig växtlighet. Runt Herk-de-Stad är det tätbefolkat, med 343 invånare per kvadratkilometer.